# Лія Ешмор
Лія Аймара «Лія» Дуарте Ешмор (5 квітня 1995 , Асунсьйон ) — парагвайська модель і переможниця конкурсу краси, де отримала титул «Міс Всесвіт Парагвай 2022». Представляє Парагвай на конкурсі Міс Всесвіт 2022.
Раніше вона одержала перемогу на конкурсі краси «Міс Гранд Парагвай 2017» і представляла Парагвай на конкурсі «Міс Ґранд Інтернешнл 2017», де потрапила до двадцятки найкращих.

## Модельна кар'єра

### Міс Парагвай 2022
26 серпня 2022 року Ешмор представляла департамент Гуайра, а 14 інших фіналісток змагалися за чотири титули Міс Парагвай 2022 на Paseo La Galería в Асунсьйоні . Наприкінці заходу вона отримала титул «Міс Всесвіт Парагвай 2022» від першої віце-чемпіонки «Міс Всесвіт 2021» Надії Феррейри .

### Міс Всесвіт 2022
Ешмор представляє Парагвай на конкурсі краси Міс Всесвіт 2022 .